# Раздан (река)
Разда́н (арм. Հրազդան [Hrazdán]), Зангу (арм. Զանգու [Zangu]), река в Армении, левый приток Аракса (бассейн реки Куры).
На реке расположены города Севан, Раздан, Чаренцаван и столица Армении город Ереван. Между реками Раздан и Касах расположена гора Араилер, её высота равна 2575,9 м над уровнем моря.

## Описание
Длина 141 км, площадь бассейна с бассейном озера Севан 7310 км², площадь бассейна собственно Раздана — 2560 км².
Вытекает из озера Севан в его северо-западной части, недалеко от города Севан. В верховьях течёт по горной долине на юг, к Еревану. В черте Еревана делает несколько крутых изгибов. В низовьях течёт по Араратской равнине, впадает в Аракс на границе с Турцией.

## Этимология названия
Название может быть связано с зороастризмом, так как вплоть до принятия христианства в начале IV века среди армян широко практиковалась особая форма зороастризма. В частности, в Авесте упоминается озеро Фраздан в Систане, где Виштаспа обучался зороастризму.
В то же время Э. А. Грантовский писал, что подобные этнонимы могли образоваться независимо от Авесты, либо как фигурировашие в иранской эпической традиции, либо в результате аналогичного образования географических названий. Б. В. Техов связывает название со скифами.
Название реки впервые встречается у древнеармянских авторов, в частности у Себеоса (в форме Հուրազդան = Hurazdan) и у Мовсеса Хоренаци (в более древней, изначальной форме Հրազդան = Hrazdan).

## Выработка электроэнергии
Общее падение 1097 м (1,8 м/км). В естественных условиях средний расход воды в истоке около 2 м³/с, близ устья — 17,9 м³/с. С 1930 по 1962 год на Раздане был создан Севанский каскад из шести гидроэлектростанций, после чего расход воды в истоке за счёт уменьшения вековых запасов воды в озере увеличился до 44,5 м³/с. Началось резкое понижение уровня Севана, для прекращения которого сброс вод из него с 1965 года был уменьшен до 16 м³/с.
Помимо выработки электроэнергии, воды Раздана используются для орошения. Кроме того, на реке развито рыболовство. Раздан имеет важное хозяйственное значение для Армении.

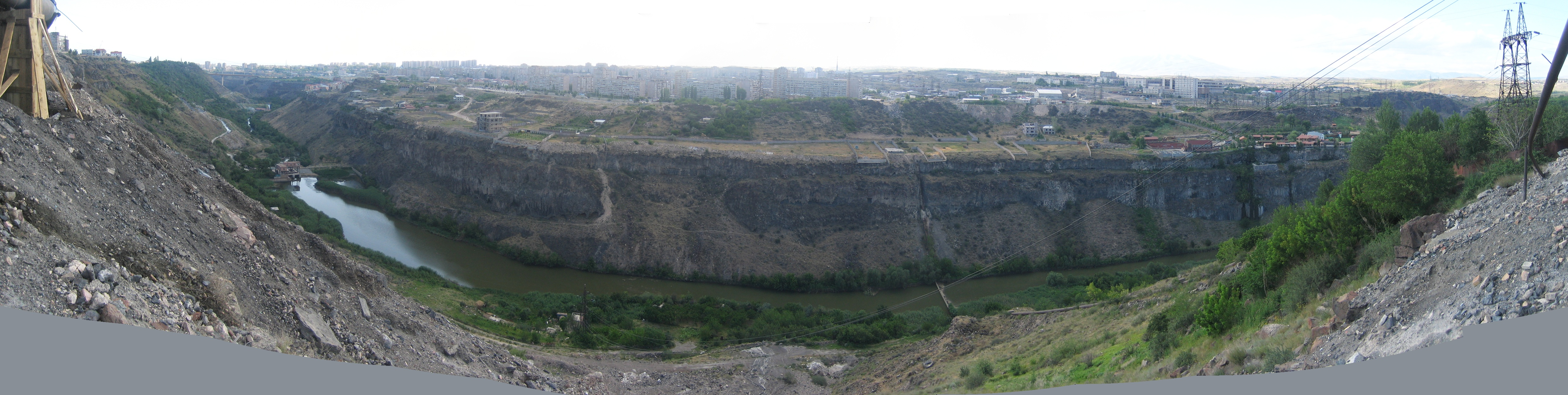
Панорама. Вид на реку Раздан

## Галерея

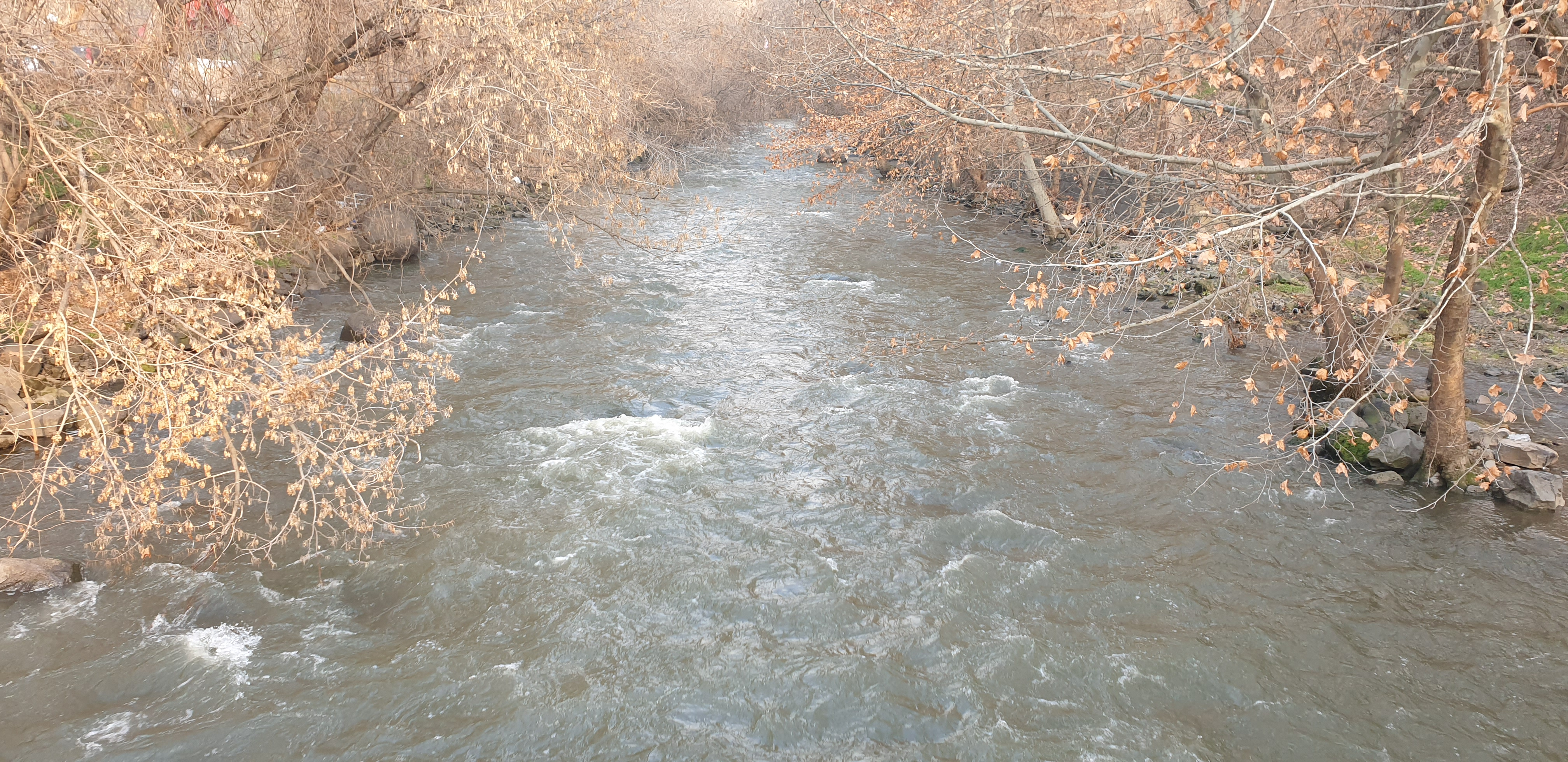
Река в районе Ачапняк
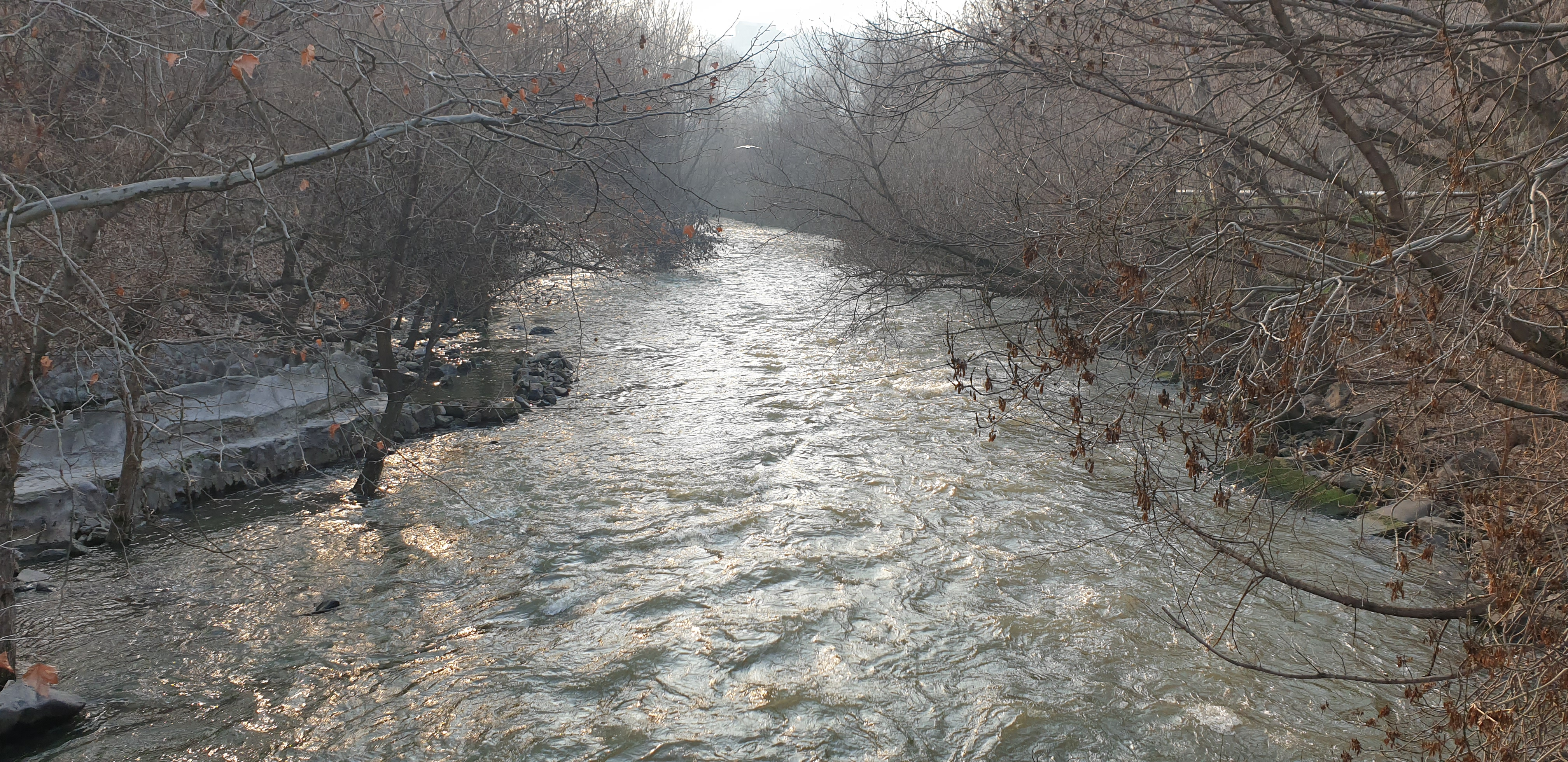
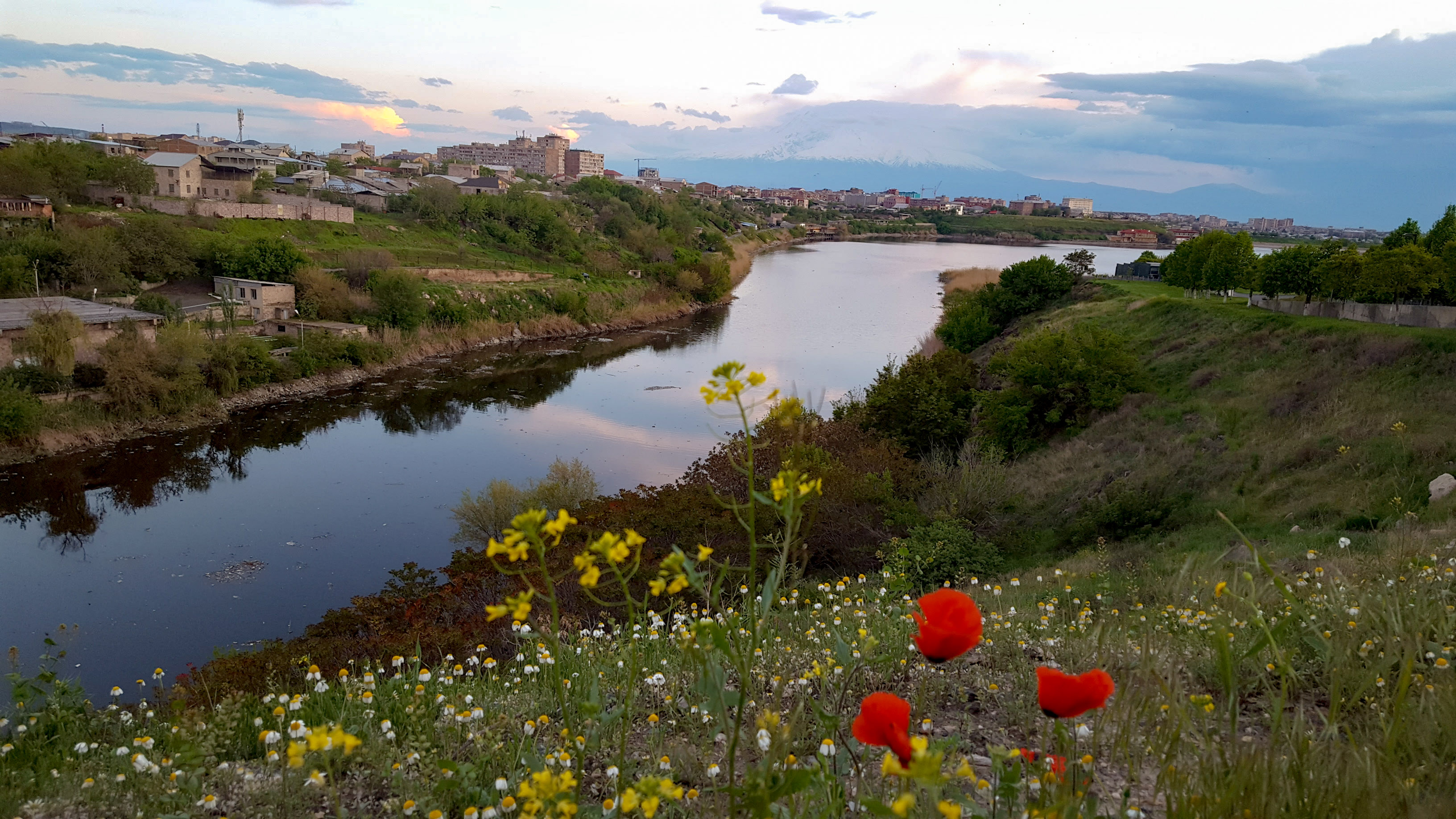
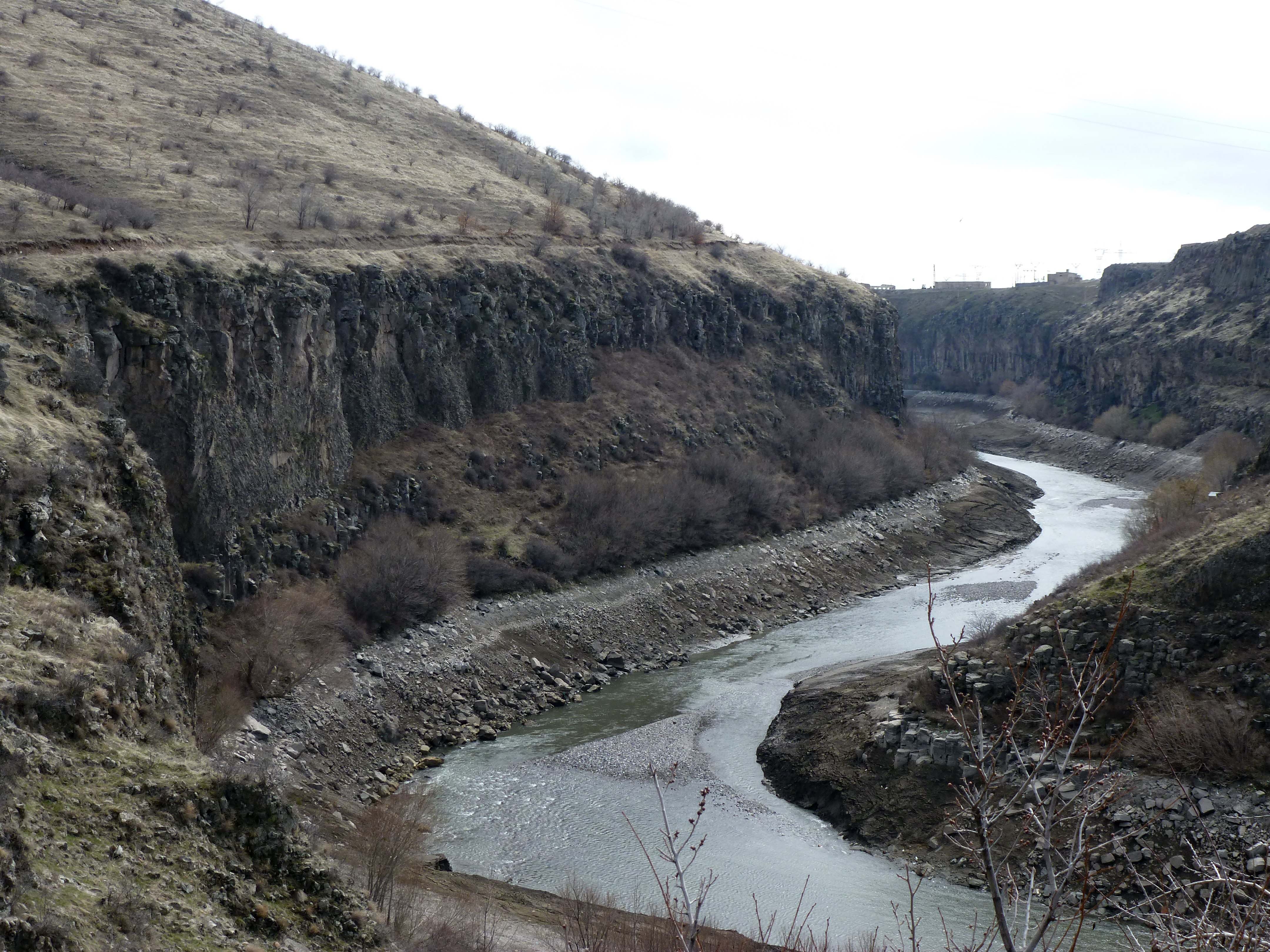
В каньоне Эмма